# أوليه نيكولينكو

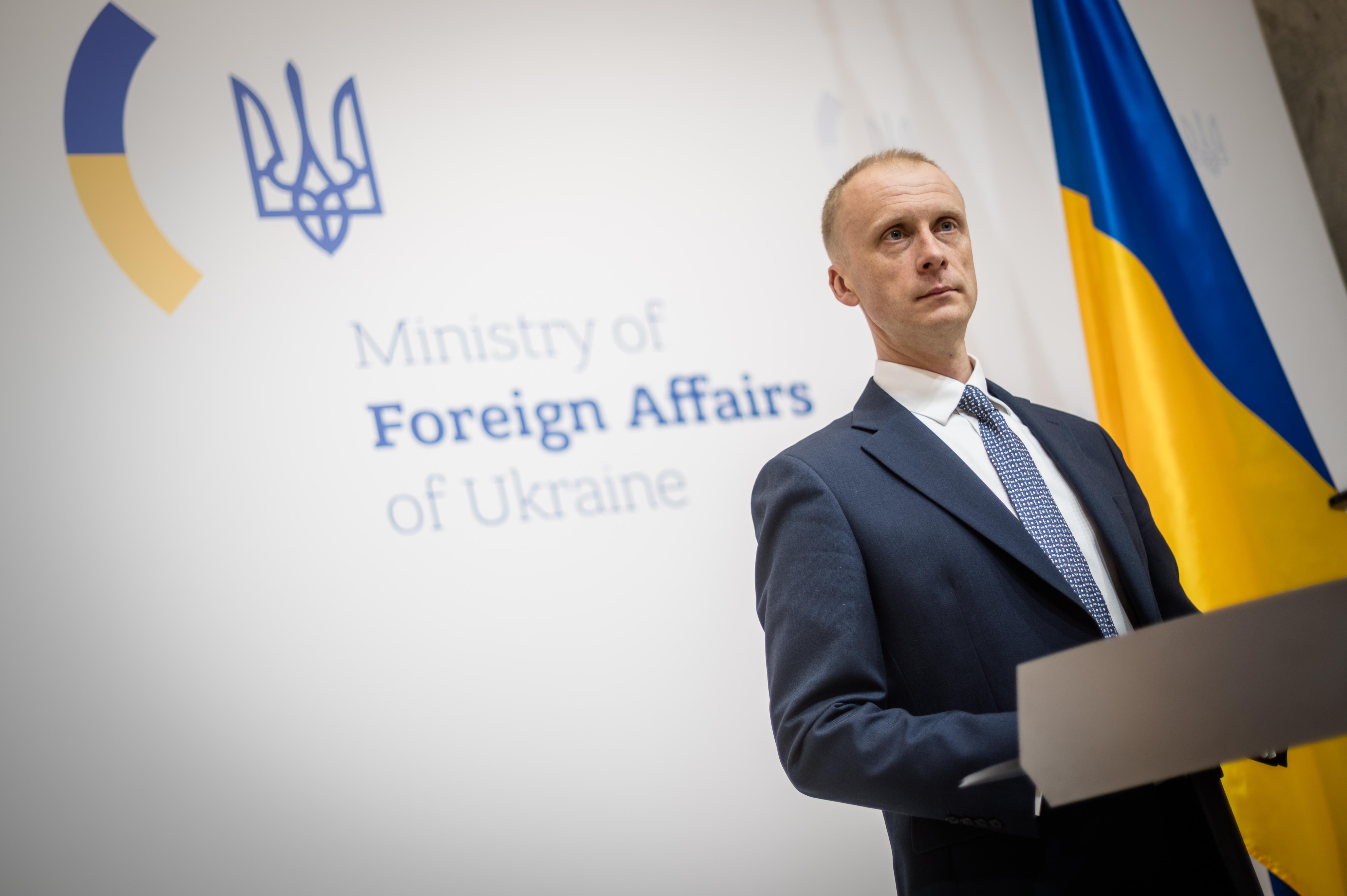
أوليه نيكولينكو

أوليه إيهوروفيتش نيكولينكو (بالأوكرانية: Олег Ігорович Ніколенко) (من مواليد 19 أغسطس 1986، خيرسون) هو دبلوماسي أوكراني، المتحدث باسم وزارة الخارجية أوكرانيا (2020-2024). في 11 مارس 2024، تم تعيينه قنصلاً عاماً لأوكرانيا في تورنتو.

## سيرة ذاتية
ولد أوليه نيكولينكو في مدينة خيرسون في عائلة من المزارعين في 19 أغسطس 1986.  
في عام 2008، حصل على تعليم فقه اللغة في معهد اللغة بجامعة تاراس شيفتشينكو كييف الوطنية، وحصل على درجة الماجستير في تخصص مترجم من اللغتين الإنجليزية والعربية.
في عام 2011، تخرج من معهد العلاقات الدولية بجامعة تاراس شيفتشينكو كييف الوطنية، وأصبح محاميًا دوليًا.

## محترف نشاط
في عام 2008، ملحق لسفارة أوكرانيا في ليبيا، حيث منذ عام 2011، عندما اندلعت الحرب الأهلية في ليبيا، عمل هناك في ظروف قاسية، وشارك في إجلاء المواطنين الأوكرانيين.
بعد عودته من ليبيا، شارك في وزارة الخارجية أوكرانيا في شمال إفريقيا والشرق الأوسط، وعمل مساعداً لمبعوث اوكرانيا الخاص لشؤون الشرق الأوسط وافريقيا.
خلال الفترة 2015-2020، متحدث باسم الممثلية الدائم لأوكرانيا في الأمم المتحدة في نيويورك.
في الفترة 2016-2017، كان عضوا الوفد الأوكراني في مجلس الأمن للأمم المتحدة خلال العضوية غير الدائمة لأوكرانيا، مسؤول عن ملف شمال وغرب إفريقيا، وتسوية قضايا الصحراء الغربية، وكان منسقا للجنة العقوبات الأمم المتحدة على السودان 1591 (2005).
في 2019-2020 شغل منصب نائب رئيس لجنة الإعلام في للأمم المتحدة، شارك في إصلاح السياسة الإعلامية للأمم المتحدة في سياق مكافحة جائحة Covid-19.
من 22 نوفمبر 2020 - المتحدث باسم وزارة الخارجية أوكرانيا.
في 11 مارس 2024، تم تعيينه قنصلاً عاماً لأوكرانيا في تورنتو.

## ملحوظات
1. ↑  "Новим спікером МЗС України став дипломат Олег Ніколенко". مؤرشف من الأصل في 18 січня 2021. اطلع عليه بتاريخ 25 грудня 2020. {{استشهاد ويب}}: تحقق من التاريخ في: |تاريخ الوصول= و|تاريخ أرشيف= (مساعدة)
2. ↑  "У МЗС України з'явився новий речник: що про нього відомо. УНІАН". مؤرشف من الأصل في 3 грудня 2020. اطلع عليه بتاريخ 25 грудня 2020. {{استشهاد ويب}}: تحقق من التاريخ في: |تاريخ الوصول= و|تاريخ أرشيف= (مساعدة)
3. ↑  "Речником МЗС України став Олег Ніколенко". مؤرشف من الأصل في 3 грудня 2020. اطلع عليه بتاريخ 25 грудня 2020. {{استشهاد ويب}}: تحقق من التاريخ في: |تاريخ الوصول= و|تاريخ أرشيف= (مساعدة)